# Polo geografico

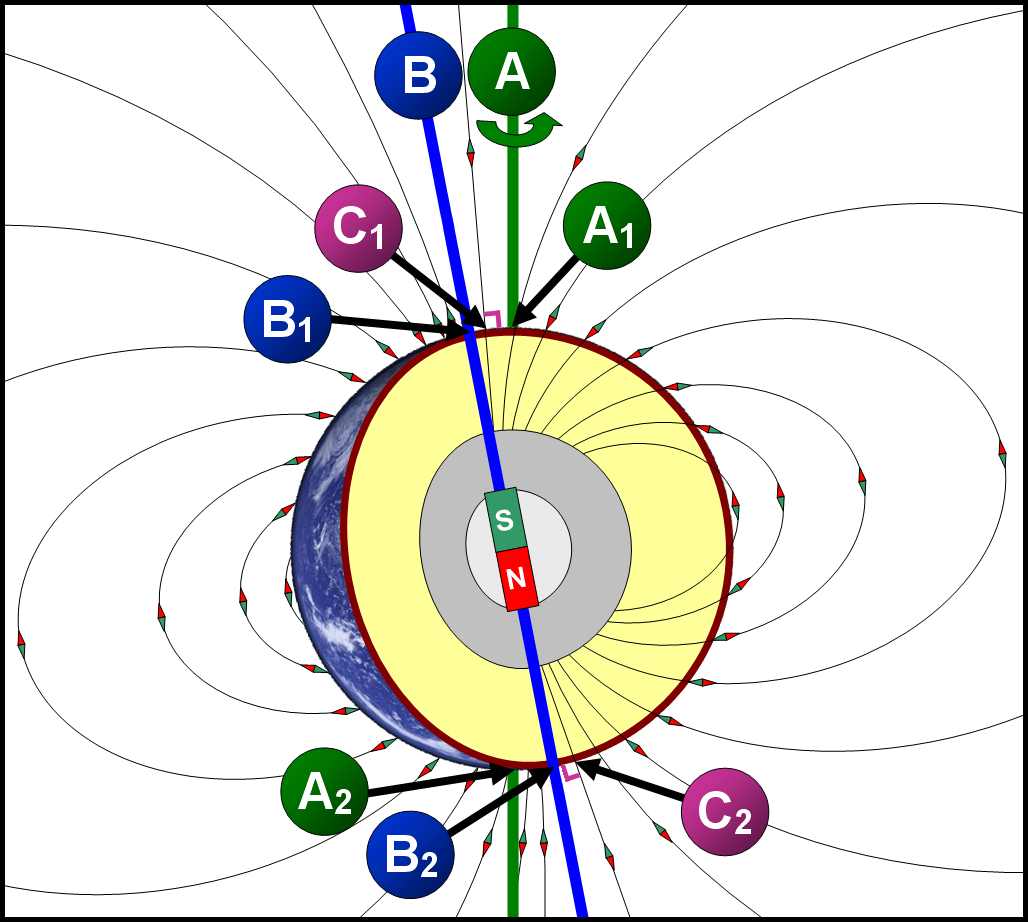
Un asse geografico di rotazione A (verde) che mostra il polo geografico nord A1 e il polo geografico sud A2; mostra anche un campo magnetico e l'asse magnetico di rotazione B (blu), il polo nord magnetico B1 e il polo sud magnetico B2.

Si dice polo geografico ognuno dei due punti sulla superficie di un corpo celeste o di un pianeta posti sul suo asse di rotazione. Qui la velocità lineare, che dipende appunto dalla distanza dall'asse di rotazione, è uguale a 0.
Sebbene solitamente i poli geografici siano almeno approssimativamente individuabili come i due punti più lontani dal piano orbitale, questa non è una regola generale: un famoso esempio è Urano, il cui asse di rotazione forma con il piano orbitale un angolo di soli 8 gradi.
Per quel che riguarda la Terra, quelli che vengono solitamente denominati Polo Nord e Polo Sud, sono appunto i poli geografici, che sono accettati da tutti come riferimento assoluto in cartografia.
I poli geografici non devono essere confusi con i poli magnetici, che possono anche esistere su un pianeta, e che in generale non coincidono con quelli geografici. Sulla Terra, ciò fa sì che nell'orientarsi con una bussola magnetica si debba tenere conto della declinazione magnetica.